# Mário Michalík
Mário Michalík (* 30. ledna 1973 Zvolen) je bývalý slovenský prvoligový fotbalový brankář.

## Hráčská kariéra
V československé nejvyšší soutěži nastoupil za Duklu Banská Bystrica v jednom utkání jako střídající hráč. Tento zápas se hrál v neděli 3. listopadu 1991 v Bratislavě a domácí Inter ho vyhrál 2:0.
V nejvyšší soutěži SR chytal za Duklu Banská Bystrica, v nejvyšší soutěži ČR zaznamenal 2 starty v dresu Příbrami.
Na jaře 2009 se měl stát posilou Jihlavy, z vážných osobních důvodů však své angažmá zanedlouho ukončil a vrátil se na Slovensko do Lučence. V březnu 2009 ho v přípravném zápase s MFK Košice napadli příznivci košických.

### Prvoligová bilance
| Ročník                                   | Zápasy | Góly | Minuty | Nuly | Klub                       |
| ---------------------------------------- | ------ | ---- | ------ | ---- | -------------------------- |
| 1. československá fotbalová liga 1991/92 | 1      | 0    | –      | 0    | ASVŠ Dukla Banská Bystrica |
| 1. slovenská fotbalová liga 1993/94      | –      | 0    | –      | –    | FK Dukla Banská Bystrica   |
| 1. slovenská fotbalová liga 1994/95      | –      | 0    | –      | –    | FK Dukla Banská Bystrica   |
| 1. slovenská fotbalová liga 1995/96      | –      | 0    | –      | –    | FK Dukla Banská Bystrica   |
| Gambrinus liga 2008/09                   | 2      | 0    | 100    | 0    | 1. FK Příbram              |
| CELKEM 1. LIGA ČSFR                      | 1      | 0    | –      | 0    |                            |
| CELKEM 1. LIGA SR                        | –      | 0    | –      | –    |                            |
| CELKEM 1. LIGA ČR                        | 2      | 0    | 100    | 0    |                            |

### Zajímavosti
Mezi jeho debutem v československé lize a debutem v české lize uplynulo takřka 17 let. Na rozdíl od Ladislava Macha však mezitím působil v jiné nejvyšší soutěži (slovenské). Poslední prvoligové utkání odchytal v neděli 5. října 2008 v Mladé Boleslavi (prohra 1:3).
- 03.11.1991, 12. kolo: Inter Bratislava – Dukla Banská Bystrica 2:0 (1:0)
- 28.09.2008, 8. kolo: Marila Příbram – Bohemians Praha/Střížkov 2:1 (2:1)